# 1871 au Québec
Cet article traite des événements survenus en 1871 au Québec. 

## Événements

### Janvier
- 16 janvier : Le Canadien accuse le gouvernement Chauveau d'être en réalité celui des ministres fédéraux Cartier ou Langevin[1].

### Février
- 10 février : François Langelier, politicien influent à Québec et collaborateur au journal L'Événement, achète la Gazette de Saint-Hyacinthe[2].
- 14 février : 
  - Charles-Joseph Coursol est élu à la mairie de Montréal, succédant ainsi à William Workman[3].
  - Elzéar-Alexandre Taschereau succède à Charles-François Baillargeon comme évêque de Québec[4].
- 19 février : l'Association des anciens zouaves pontificaux est fondé, regroupant les personnes s'étant mises à la défense du pape en 1870[5].

### Mars
- 4 mars : le Conseil agricole annonce que la prochaine grande exposition provinciale aura lieu à Québec à condition que le conseil municipal de la ville souscrive 6 000 $[6].
- 5 mars : deux mille personnes manifestent à Québec contre l'occupation de Rome par les troupes italiennes[7].
- 8 mars : le maire Coursol entre officiellement en fonction à Montréal.

### Avril
- 18 avril : plusieurs anciens zouaves revenus de Rome partent de Montréal fonder une colonie sur les rives du lac Mégantic. Cette municipalité portera plus tard le nom de Piopolis, la « ville du pape »[8].
- 20 avril : le programme catholique, publié dans le Journal de Trois-Rivières, établit la position de l'Église catholique en ce qui concerne les candidats électoraux. Il servira de base à l'aile ultramontaine du Parti conservateur du Québec[9].
- 24 avril : le nouvel évêque de Québec, Elzéar-Alexandre Taschereau, se prononce contre le programme catholique.

### Mai
- 23 mai : le chemin de fer Québec-Gosford est inauguré[10].
- 27 mai : 
  - l'Assemblée législative du Québec et le Conseil législatif sont dissous afin de convoquer les prochaines élections.
  - le jeune Wilfrid Laurier annonce officiellement sa candidature dans le district de Drummond-Arthabaska[11].
- 29 mai : des élections générales sont déclenchées pour les mois de juin et juillet 1871[9].

### Juin
- 6 juin : une partie du quartier Saint-Roch de Québec est la proie des flammes.
- 13 juin : les conservateurs George Irvine et William Warren Lynch (en) sont élus par acclamation dans Mégantic et Brome[12].
- 16 juin - 14 juillet : les élections générales se tiennent dans les différents districts du Québec.
- 16 juin : le conservateur Joseph-Adolphe Chapleau est élu par acclamation dans le district de Terrebonne[13].
- 17 juin : les premières votations officielles ont lieu dans le district de Saint-Maurice, remporté par le conservateur Elzéar Gérin[14].
- 20 juin : le premier ministre Chauveau est vainqueur dans les élections de Québec-Comté[15].
- 21 juin : le conservateur François-Xavier-Anselme Trudel remporte le district de Champlain par une cinquantaine de voix. Il sera le seul élu à adhérer au programme catholique des ultramontains[16].

### Juillet
- 9 juillet : le libéral Wilfrid Laurier remporte la circonscription de Drummond-Arthabaska par 702 voix de majorité[17].
- 13 juillet : Joseph Dufresne quitte ses fonctions du député fédéral de Montcalm pour accepter le poste du shérif du Comté de Saint-Jean.
- 14 juillet : les élections générales se terminent officiellement. Elles se concluent par la victoire de 46 conservateurs et de 19 libéraux[18].
- 20 juillet : la Colombie-Britannique devient la sixième province du Canada.

### Août
- 10 août : un agent de la compagnie forestière de France est à Québec dans le but d'obtenir des concessions de terres pour des réfugiés lorrains, qui ont fui leur province à la suite de la Guerre franco-prussienne de 1870 et qui voudraient venir s'établir au Québec[19].

### Septembre
- 7 septembre : le Courrier de Rimouski, à tendance conservatrice, commence à paraître. Il est le premier journal de cette municipalité naissante[20].
- 12 septembre : une grande exposition agricole a lieu à Québec[21].
- 15 septembre : le conservateur Firmin Dugas remporte par acclamation l'élection partielle fédérale de Montcalm à la suite de la démission de Joseph Dufresne.
- 22 septembre : une conférence sur l'immigration a lieu à Québec, réunissant le premier ministre canadien John A. Macdonald et les premiers ministres des six provinces canadiennes[22].
- 26 septembre : annonce qu'un monument dédié à Jeanne d'Arc sera érigé à Québec[23].

### Octobre
- 23 octobre : l'évêque de Saint-Boniface (Manitoba), Alexandre-Antonin Taché, publie une circulaire demandant aux curés du Québec de favoriser l'immigration au Manitoba[24].
- 30 octobre : annonce que le 60e Régiment britannique, installé à Québec depuis 1760, va bientôt retourner au Royaume-Uni[25].

### Novembre
- 3 novembre : les dignitaires de la ville de Québec donnent un bal d'adieu au 60e Régiment britannique[26]. Les 3 000 soldats anglais, établis à Québec depuis 112 ans, quittent la capitale définitivement. Les journaux voient ce départ comme un pas de plus vers l'indépendance du Canada[27].
- 7 novembre : ouverture de la première session de la 2e législature[9].
- 9 novembre : le discours du Trône annonce la création d'un nouveau code municipal et des améliorations à apporter dans les domaines de la justice et de l'éducation[28].
- 11 novembre : lors du débat sur l'adresse, Wilfrid Laurier déplore l'absence d'une industrie nationale au Québec[28].
- 13 novembre : Hector Fabre devient le premier président de la tribune de la presse, nouvellement fondée[9].
- 14 novembre : le libéral Félix-Gabriel Marchand dépose un projet de loi abolissant le double mandat au fédéral et au provincial[29]. Plus tard, dans le courant du mois, le premier ministre Chauveau demandera un report de la loi qui sera adopté par 34 voix contre 29. Il est à noter que Joseph-Adolphe Chapleau votera contre[30].
- 17 novembre : le conservateur Edward Brock Carter remporte par acclamation l'élection partielle fédérale de Brome à la suite de la démission de Christopher Dunkin.
- 24 novembre : le discours du budget du trésorier Joseph Gibb Robertson annonce des dépenses de 2 518 000 $ et des recettes de 1 710 000 $[31].

### Décembre
- 11 décembre : L'Événement annonce que les gelées et les pluies d'automne ont été la cause d'une véritable famine au Saguenay—Lac-Saint-Jean[32].
- 23 décembre : la session est prorogée.

## Naissances
- 21 janvier - Julien-Édouard-Alfred Dubuc (homme d'affaires et politicien) († 27 octobre 1947)
- 18 février - Albert Laberge (écrivain) († 4 avril 1960)
- 2 mars - Adélard Bellemare (politicien) († 25 mars 1933)
- 4 mai - Elzéar Hamel (humoriste) († 26 décembre 1944)
- 25 juillet - Richard Ernest William Turner (en) (militaire) († 19 juin 1961)
- 9 octobre - Georges Gauthier (personnalité religieuse) († 31 août 1940)
- 4 novembre - Hector Authier (homme politique) († 14 avril 1971)
- 27 décembre - Charles-Joseph Arcand (homme politique) († 1er janvier 1951)

## Décès
- Pierre Brochu (premier habitant de la vallée de la Matapédia) (º 1795)
- 29 janvier - Philippe Aubert de Gaspé (écrivain) (º 30 octobre 1786)
- 28 juillet - Modeste Demers (missionnaire) (º 1er octobre 1809)
- 25 septembre - Louis-Joseph Papineau (politicien) (º 7 octobre 1786)
- 14 octobre - Thomas Cushing Aylwin (homme politique) (º 5 janvier 1806)

### Articles généraux
- Chronologie de l'histoire du Québec (1867 à 1899)
- L'année 1871 dans le monde

### Article sur l'année 1871 au Québec
- Élection générale québécoise de 1871